# Rama Lobato
Un lobato/a o lobezno/na es un miembro de la Rama menor del Movimiento Scout. Son niños y niñas entre 7 y 11 años de edad. 
La práctica del Escultismo a esta edad es a menudo denominado Lobatismo. 
Originalmente, al igual que los Scouts, la Rama Lobato era solo para los niños, las niñas en los inicios se unían a las Guías en la Rama Brownies, posteriormente se creó la rama llamada Rama Golondrinas.
En otros países, como en los Estados Unidos, todavía es exclusivamente para niños.

## Fundación
La Rama Lobato fue fundada por Robert Baden-Powell en 1916, nueve años después de la fundación del Movimiento Scout, a fin de atender a los muchos niños que aún no habían alcanzado la edad mínima para ser Boy Scouts, pero que deseaban tomar parte en el Movimiento Scout. 
Durante los primeros diez años del Movimiento Scout, muchos Grupos locales habían permitido a los niños más pequeños participar o habían creado en forma no oficial un grupo para ellos. 
Estas tropas Cadete le enseñaban a los niños de una forma mucho más simple las habilidades de los Scouts, incluyendo solo los nudos básicos, las técnicas básicas de primeros auxilios y juegos de acecho y seguimiento. 
En 1914, aparecieron algunos artículos en la revista Headquarters Gazette (entonces un boletín periódico de información a los dirigentes scouts) donde se describía un esbozo de sistema oficial, sin embargo, esto no era lo que quería Robert Baden-Powell. 
B-P buscaba algo diferente, una rama con su propia identidad, un método y un programa pensados especialmente para niños.
En 1915 B-P anunció la Rama menor del Movimiento Scout, pero en 1916, publicó su propio proyecto. 
Se ha especulado que Baden-Powell pudo tener una serie de razones para llamar a esta sección Lobatos (Wolf Cubs). 
Wolf fue uno de los nombres que los nativos americanos dieron a sus mejores exploradores; Wolf fue el nombre del cañón en el ferrocarril en el sitio de Mafeking, Mafikeng. 
Baden-Powell pidió a su amigo Rudyard Kipling (Premio Nobel de Literatura) lo autorizara a usar algunas historias del Libro de las Tierras Vírgenes.
La historia de Mowgli y el ambiente de dicho libro fue utilizado como un marco de motivación para los niños. 
Baden-Powell escribió el libro Manual del Lobato donde presenta los lineamientos principales del Lobatismo.

## El impulso de Vera Barclay
Vera Barclay también es considerada como fundadora de la rama Lobatos por su importante aporte. 
Su primer artículo sobre el tema fue publicado en 1915 en la revista Headquarters Gazette y se tituló: "Como puede una señorita educar lobatos". En esa reseña cuenta como fundó la primera Manada en Hertford, al noreste de Londres:
```
 
```

Estaba de actividades con mi Tropa scout y un montón de muchachitos venían y nos interrumpían: "Señorita, si los scouts nos quieren, estamos listos."
Cuando vi a estos niños, pequeños y espabilados, saludar con los tres dedos pensé que algo debía hacerse por ellos.
Vera Barclay

En su típico estilo directo, Vera terminaba el artículo diciendo:
```

```

Si cada Jefe de Tropa es capaz de encontrar a una mujer para que se haga cargo de una Manada, se encontrará con que en el futuro el Escultismo será mucho más sencillo.
Vera Barclay

Ya en 1916, Vera Barclay dedicaba las tardes de los lunes, miércoles, jueves y viernes, sus fines de semana y parte de sus vacaciones a atender la oficina del Escultismo y realizar visitas a Grupos junto a su hermana Angela, quien asume la jefatura de la manada de Hertford ante los crecientes viajes de Vera.
Ante el creciente rol de Vera, B-P la invita el 16 de junio de 1916 al encuentro de Comisionados en Caxton Hill.
Allí B-P explica que quiere reescribir el "Manual del Lobato" para integrar la obra de El Libro de las Tierras Vírgenes de Rudyard Kipling como fondo motivador. 
De esa reunión Vera Barclay sale como coordinadora de la nueva versión y se une al Equipo de la Oficina Scout para liderar la recién creada rama Lobatos.
B-P cada mañana le dejaba a Vera pequeñas ideas inspiradoras escritas en papel de fumar.
En la introducción del Manual del Lobato Vera Barclay describe el perfil del educador de la Rama Lobato:

...no serán personas solemnes que esperan un espeso manual que describa la manera de adiestrar a un niño de ocho a doce años; es decir, como formarlo hasta transformarlo en una pequeña máquina estúpida; como aplastar su espíritu deseoso de aprender bajo una pesadilla de carga de precisión académica, estas personas quedaran penosamente decepcionadas.
Vera Barclay, Manual del Lobato, Editorial Scout Interamericana

Aunque en septiembre de 1920 deja el Equipo Nacional inglés al cumplir los cuatro años que la había solicitado B-P, ese descanso solamente duró tres años ya que regresó a coordinador los cursos de Adiestramiento y Formación. 
El Movimiento Scout en agradecimiento por su labor le entregó la máxima distinción: el Lobo de Plata.
A partir de la década de 1960 algunas organizaciones scouts nacionales abandonaron el tema de El Libro de las Tierras Vírgenes como fondo motivador. 
La mayoría de las organizaciones miembros de la Organización Mundial del Movimiento Scout (OMMS) han admitido a las niñas a la rama, que pasó a llamarse Rama Lobatos y Lobeznas en algunos países.
En otros países se han separado los varones de las niñas en secciones mixtas, incluso con un tema diferente. 
La mayoría de las organizaciones miembros de la Unión Internacional de Guías y Scouts de Europa (UIGSE) tiene dos secciones, ambas llamadas Lobato (Wolf Cubs) y con El Libro de las Tierras Vírgenes como Marco Simbólico.

## Organización
La Rama Lobatos está organizada en Manadas que, por lo general, integran un grupo Scout junto a secciones de otras edades. 
En algunas Organizaciones Scouts Nacionales se acostumbra que los dirigentes de la Rama Lobatos sean identificados con nombres de los personajes principales de El Libro de las Tierras Vírgenes. 
En muchos países, el líder de la Manada se llama Akela. 
Por lo general, la seña de la Rama Lobatos es con dos dedos que simbolizan las orejas del Lobo (personaje de El Libro de las Tierras Vírgenes), pero también las dos partes de la Ley de la Manada, en contraste con los tres dedos del saludo Scout. 
Sin embargo, en la Asociación Scout de Gran Bretaña (Reino Unido) y algunas de sus filiales de ultramar, los dos dedos del saludo fueron sustituidos por el conocido saludo de los Scouts con tres dedos en alto. 
Históricamente, los Lobatos eran identificados por una gorra de gajos con visera y un emblema en la parte frontal con la silueta de un cachorro de Lobo.
Cada Manadas para una mejor organización suele dividirse en pequeños equipos llamados seisenas o patrullas, sin embargo, la cohesión e importancia de estos grupo no es similar a la que adquieren posteriormente cuando son Scouts. Por lo general, estas seisenas están integradas por cuatro a seis niños(de ahí su nombre de seisena).
Sin embargo, en los Boy Scouts of América (BSA), la asociación scout nacional de Estados Unidos, estos equipos son llamados Den, y los niños que lo integran son del mismo grado escolar. Esta estructura de agrupamiento por edad homogénea también se da en otras organizaciones scouts nacionales como, en ciertos casos, en Chile.
En muchos países americanos y europeos (donde los temas de la selva y El Libro de las Tierras Vírgenes aún tienen una fuerte participación en el programa), Francisco de Asís es el referente de Espiritualidad y, en algunos casos el santo patrón, a causa de su relación con los lobos según la leyenda de Gubbio.

## Actividades
El énfasis del Lobatismo es aprender por medio del juego. 
El Lobato recibe satisfacción de afrontar los desafíos, tener amigos, sentirse bien acerca de sí mismo y la sensación de que es importante para otras personas. 
Los Lobatos y lobeznas aprenden cosas nuevas, descubren y dominan nuevas habilidades, ganan confianza en sí mismos, y desarrollan una fuerte amistad. 
Conforme a la madurez de su edad, los lobatos y lobeznas aprenden los fundamentos del Método Scout, una versión simple de la Promesa Scout, y una versión adaptada de la Ley Scout.

## Método Educativo
El método educativo de la Rama Lobatos nació tras el éxito del Movimiento Scout de Robert Baden-Powell que inicialmente estaba dirigidos a los adolescentes varones de 11 a 16 años de edad superior.
El programa original del Movimiento Scout fue diseñado para jóvenes adolescentes de entre 11 y 17 años. Aunque todavía hoy en algunas Asociaciones Scouts Nacionales ese grupo de edad compone la Rama Scout, progresivamente fueron apareciendo propuestas para los niños menores de 11 y para los jóvenes mayores de 17 años.
Los grupos de edad originales que pensó Robert Baden-Powell al comienzo del siglo XX fueron:
| Grupo de edad       | Scoutismo | Guidismo               |
| ------------------- | --------- | ---------------------- |
| Desde - Hasta       | Varones   | Mujeres                |
| 7 a 10 años         | Lobatos   | Brownies - Golondrinas |
| 11 a 17 años        | Scouts    | Guías Scouts           |
| 18 años en adelante | Rovers    | Rangers                |

La propuesta pedagógica de la Rama Lobatos se centra en el juego y, a partir de la fantasía, busca aprender la realidad.
Si bien el Marco Simbólico es el ambiente de fantasía, en muchas organizaciones scouts nacionales aún se utilizan como Fondo Motivador los relatos de El libro de la selva, escrito por Rudyard Kipling.
Como parte de dicho ambiente de fantasía se llama a los jefes Viejos Lobos y, según su personalidad, pueden ser reconocidos con el nombre de algún personaje de dicho libro.
El reconocido psicólogo venezolano Adolfo Aristeguieta Gramcko en su libro El valor pedagógico del Libro de las Tierras Vírgenes destaca las opciones morales que se presentan a través de las figuras de los personajes de El libro de la selva y las reglas básicas para una convivencia pacífica y fructífera de grupo que sugieren las fábulas de Rudyard Kipling. 
Vera Barclay fue quien concibió que la Manada debía ser el Pueblo de la Ley', por oposición a los Monos Bandarlog, habitantes de las Moradas Frías, que eran el Pueblo sin ley. También otro aporte suyo clave para el éxito de las actividades con los niños fue la atmósfera de grupo, donde invita a los dirigentes a recrear el primer entorno de formación, acuñando la frase familia feliz para ejemplificar el entorno de los niños. 
La propuesta educativa del Movimiento Scout no se detiene en la Rama Lobatos, sino que continúa hasta los 20/21 años.
Sin duda, las actividades del programa educativo del Movimiento Scout se ajustan a la madurez propia de cada grupo de edad, a la cultura e idiosincrasia de cada Grupo Scout y a las necesidades e intereses de los jóvenes
Hoy en día, por lo general las organizaciones scouts nacionales dividen su programa en las siguientes etapas:
| Período                         | Edades             | Nombre de la rama       |
| ------------------------------- | ------------------ | ----------------------- |
| Infancias media y tardía        | 7/8 a 10/11 años   | Rama Lobatos y Lobeznas |
| Pubertad y primera adolescencia | 10/11 a 14/15 años | Rama Scouts             |
| Adolescencia intermedia         | 14/15 a 17/18 años | Rama Rama Raiders       |
| Juventud                        | 17/18 a 20/21 años | Rama Rovers             |

El programa de algunas organizaciones scout nacionales permite optar entre el funcionamiento de Manadas mixtas o de un solo género, según la elección que hagan las autoridades locales.
Los principales elementos para desarrollar el potencial del niño en la Rama Lobatos son:
- La Ley,
- La promesa,
- Las Máximas de la Selva,
- El Lema del Lobato: ser Siempre Mejor,
- La Selva y sus personajes,
- El Juego, como forma de aprehender la realidad y
- La Familia Feliz, donde la Manada es el pequeño grupo en torno al cual se organizan las actividades.

## La promesa
La promesa del Lobato es el primer compromiso que se formula en el Movimiento Scout.
En líneas generales, se puede considerar que, inspirada en los valores de la Promesa Scout, es una redacción comprensible para el grupo de edad a que se refiere.
YO (nombre y apellido) prometo hacer lo mejor, cumplir la ley de la manada y hacer cada día una buena acción.

## La Ley
La Ley del Lobato, diseñada por Vera Barclay, se traduce así:
- El Lobato escucha y obedece al Viejo Lobo
- El Lobato se vence a sí mismo

A partir de la década de 1970 muchas organizaciones scouts nacionales han adaptado estas consignas, creando su propia versión.

### OMMS-Región Interamericana
En el libro Guía para dirigentes de Manada publicado en diciembre de 1997 se explica que la Ley de la Manada es la vez un símbolo y un proyecto, en el cual la historia Pueblo Libre se da la mano con el proyecto educativo del Movimiento Scout.
- Es un símbolo, porque nos recuerda la manada de Seeonee, la sociedad de los lobos, respetada en la selva por su sentido de pertenencia y su cumplimiento de la ley. Por eso a los lobos se les reconoce como el Pueblo Libre. Sin ley no hay libertad, como los Bandar-log, el pueblo sin ley, esclavo de su bullicio y de su desorden, siempre haciendo ruido para mostrarse, pero nunca tomando un compromiso.

- Y es un proyecto, porque ella expresa en conceptos simples y en palabras comprensibles para los niños, el proyecto educativo del Movimiento Scout, es decir, aquello que aspiramos ser. No expresa todo el proyecto, pero es para el niño una apropiada, sencilla y hermosa síntesis de aquellos valores que pueden ser entendidos y vividos a su edad.

#### Texto de la Ley
Dicha publicación propone el siguiente texto que conjuga la redacción original de la Ley propuesta por Vera Barclay con algunas de las Máximas de la Selva:
El lobato y la lobezna:
- Dice la verdad
- Es alegre
- Comparte con su familia
- Escucha y ayuda a los demás
- Cuida la naturaleza y las cosas
- busca aprender

## Las Máximas de la Selva y las Palabras Mágicas
Las Máximas de la Selva son sentencias que orientan el compartamiento del Lobato.
Constituyen un desafío y, en cierto sentido, una especie de "especificación" de la Ley. Sin embargo, no debe confundirse con ella. En esencia, son consejos prácticos y sugerencias específicas para ayudar al Lobato a observar mejor la ley.
El texto es diferente en las distintas asociaciones. 
Originalmente las Máximas eran:
- El Lobato piensa ante todo en los demás;
- El Lobato tiene los ojos y los oídos bien abiertos;
- El Lobato es limpio y bien aseado;
- El Lobato dice siempre la verdad;
- El Lobato es alegre.

Además hay frases dictadas por los personajes clave de El Libro de la Selva. Se las utiliza en las actividades para transmitir a los niños una enseñanza particular. Estas frases tienen una función muy importante: son fáciles de recordar por los niños, quienes se identifican con los valores que transmiten los personajes amados por ellos.
Algunas frases atribuidas a los personajes principales son:
- Akela (jefe de la Manada): "Buena caza a todos aquellos que respetan la ley de la selva";
- Baloo (el oso maestro): "La selva es muy grande y el Lobato es pequeño. Vamos a pensar antes de seguir";
- Kaa (la serpiente pitón): "Un corazón valiente y un lenguaje cortés lleva muy lejos en la selva";
- Bagheera (la pantera):
- Chil "Tú y yo somos de la misma sangre".

## El Lema
El lema se puede considerar como la síntesis de la Ley y la Promesa del Lobato y está estrechamente vinculada al Gran Clamor o Gran Aullido y la forma en que expresa su voluntad de participar de la Manada. 

### Scouts de Argentina, Colombia y Chile
El lema de la Rama Lobatos y Lobeznas es Siempre Mejor.

### União dos Escoteiros do Brasil
El lema de la Rama Manada es Lo Mejor Posible.

### Scouts de España
El lema de la Rama Lobatos es Haremos lo Mejor.

## La Selva
La selva es un entorno fantástico donde transcurre la vida del Lobato. 
Las historias de El libro de la selva son un elemento clave para que, a través de ellas, además de recrear la fantasía los educadores adultos puedan establecer una comunicación con el mundo del niño, ser aceptado y proponer modelos a seguir.

## El Juego
Para un niño, el juego es la vida. 
Esencialmente, la vida del Lobato es puro "juego".

## Organizaciones miembro de la OMMS

### Scouts de Argentina
Actualmente la rama Lobatos y Lobeznas en Scouts de Argentina comprende a niños y niñas de 7 a 11 años. El programa sigue las líneas principales de la publicación Guía para dirigentes de Manada de la OMMS - Región Interamericana, sin embargo, en 2008 una asamblea nacional de dirigentes (Indaba) ha introducido adaptaciones para dicho país.

### OMMS - Región Interamericana
En diciembre de 1997 la Oficina Scout Interamericana (OSI) y Scouts de Argentina, Uniao dos Scoteiros do Brasil, Asociación Scouts de El Salvador, Asociación Scouts de México y Asociación Scouts de Perú publicaron la Guía para dirigentes de Manada con sugerencias de trabajo para las Organizaciones Scouts Nacionales de la OMMS - Región Interamericana.
Esta publicación es el resultado del Grupo de Trabajo Guías y Cartillas constituido en agosto de 1996, el cual a partir de esa fecha se reunió en tres oportunidades en la sede de la OSI en Santiago de Chile, Chile.
Formaron parte de este grupo y participaron en la redacción y análisis de textos originales Jorge Javier Fernández y Antonio Farias Márquez, de Argentina; Osny Camara Fagundez, de Brasil; Ileana de Fernández, de El Salvador; Miguel Martagón, de México; Rosa Segura, de Perú; y Loreto González, Carolina Carrasco, Felipe Fantine, Alberto Del Bruto y Gerardo González, de la OSI. Colaboraron con el grupo Isabel Amor, Gloria Sanzi y Carlos Moreno, de Argentina; Ernesto Navas, de El Salvador; el R. P. Guido Blanchette, de Chile; Leonel Requena, de Venezuela; y Patricia Dupont, Mayí Allemand, Gabriel Oldenburg y Roberto Torres, de la OSI.

## Organizaciones scouts independientes

### Asociación Scouts de Baden-Powell
La Asociación Scouts de Baden-Powell opera una rama 'Lobatos'. 
Las Manadas de Lobatos usan como Marco Simbólico sobre "El libro de la selva" de Rudyard Kipling, un amigo de Robert Baden-Powell. 
Los Lobatos se dividen en grupos llamados seisenas, con seis niños cada uno, identificados por un parche triangular de color en el brazo. 
La seisena es dirigida por el 'Seisenero' y un 'Subseisenero', que se identifican por una cinta de color amarillo cosida en forma horizontal en su brazo izquierdo.